# Serco Group
Serco Group plc est une entreprise de services fondée en 1929 et basée à Hook (Hampshire, Royaume-Uni). Elle est cotée à la bourse de Londres et fait partie de l'indice boursier FTSE 250. 
Serco se classait en 2023 au 50e rang des 100 plus grandes entreprises de défense .

## Historique
Le groupe est actif auprès d'institutions internationales telles que l'Union européenneou l'OTAN et auprès de gouvernements dans plus de vingt pays en Amérique du Nord, en Europe, au Royaume-Uni, au Moyen-Orient, à Hong-Kong en Australie et en Nouvelle-Zélande. Il est spécialisé dans les prestations de services et de gestion des établissements et des infrastructures dans les domaines de la santé, des transports, de la justice, de l'immigration et de la défense.  
En 2017, Serco a enregistré un chiffre d'affaires de £ 2 953,6 M.